# ایوانچوگ
ایوانچوگ (به لاتین: Ivanchug) یک منطقهٔ مسکونی در روسیه است که در استان آستراخان واقع شده‌است.